# Belgische Gouden Schoen 2015
De Belgische Gouden Schoen 2015 werd op 13 januari 2016 uitgereikt. Het was de 62e keer dat de voetbaltrofee voor de beste speler in de Belgische competitie werd uitgedeeld. De uitreiking vond plaats in de AED Studios in Lint. Sven Kums van AA Gent won de prijs voor de eerste keer. Hij kreeg de Gouden Schoen uit handen van premier Charles Michel en bondscoach Marc Wilmots. Het gala werd uitgezonden door VTM en gepresenteerd door Tom Coninx, geassisteerd door Maarten Breckx, Luk Alloo en Hilde Van Malderen.

## Prijsuitreiking

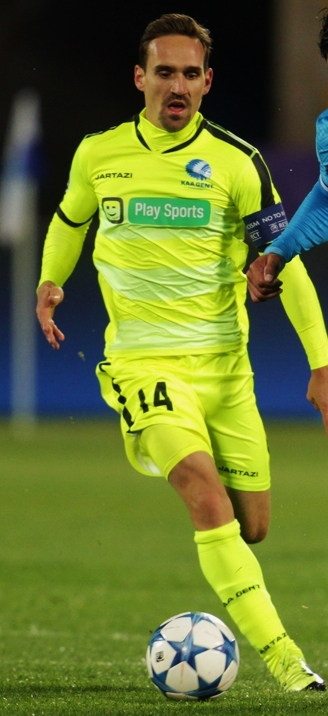
Gouden Schoen-winnaar Sven Kums

### Winnaar
De AA Gent-spelers Sven Kums, Laurent Depoitre en Danijel Milićević werden op voorhand beschouwd als de grootste kanshebbers. De eerste stemronde werd echter gewonnen door Aleksandar Mitrović. De spits van RSC Anderlecht die het seizoen 2014/15 afsloot als topschutter en nadien naar Newcastle United verhuisde, veroverde 21 punten meer dan eerste achtervolger Depoitre. In de tweede stemronde staken Kums, Depoitre en Milićević de Servische spits voorbij. Sven Kums verzamelde de meeste punten in de tweede stemronde en mocht zo voor het eerst de Gouden Schoen in ontvangst nemen. Als aanvoerder van Gent won hij in 2015 de eerste landstitel uit de geschiedenis van de club. In de eerste helft van het seizoen 2015/16 speelde hij zich ook in de UEFA Champions League in de kijker, wat Gent een plaats in de tweede ronde van het kampioenenbal opleverde en Kums zelf een plaats bij de nationale selectie van bondscoach Marc Wilmots.

### Nevenprijzen
Naast de hoofdprijs werden er ook zes nevenprijzen uitgedeeld. Nicklas Pedersen van Gent scoorde het mooiste doelpunt van het jaar. Ploeggenoot Matz Sels werd verkozen tot beste doelman en zijn trainer Hein Vanhaezebrouck werd uitgeroepen tot beste coach. Youri Tielemans van RSC Anderlecht volgde zichzelf op als beste belofte, Kevin De Bruyne van Manchester City werd verkozen als beste Belg in het buitenland en Bo Hulst, de vriendin van Nikola Storm, ontving de Gouden Pump voor mooiste spelersvrouw.

## Uitslag
| Nr. | Land                    | Naam                | Club(s)                           | Ptn. |
| --- | ----------------------- | ------------------- | --------------------------------- | ---- |
| 1.  | Vlag van België         | Sven Kums           | AA Gent                           | 345  |
| 2.  | Vlag van België         | Laurent Depoitre    | AA Gent                           | 179  |
| 3.  | Vlag van Zwitserland    | Danijel Milićević   | AA Gent                           | 143  |
| 4.  | Vlag van Servië         | Aleksandar Mitrović | RSC Anderlecht / Newcastle United | 81   |
| 5.  | Vlag van België         | Brecht Dejaegere    | AA Gent                           | 56   |
| 6.  | Vlag van Australië      | Mathew Ryan         | Club Brugge / Valencia            | 52   |
| 7.  | Vlag van Congo-Kinshasa | Neeskens Kebano     | Sporting Charleroi / KRC Genk     | 46   |
| "   | Vlag van België         | Olivier Deschacht   | RSC Anderlecht                    | 46   |
| 9.  | Vlag van België         | Matz Sels           | AA Gent                           | 36   |
| 10. | Vlag van Spanje         | Víctor Vázquez      | Club Brugge                       | 28   |
| "   | Vlag van Marokko        | Mehdi Carcela       | Standard Luik / Benfica           | 28   |
| 12. | Vlag van Israël         | Lior Refaelov       | Club Brugge                       | 21   |
| 13. | Vlag van Brazilië       | Fernando Canesin    | KV Oostende                       | 19   |
| 14. | Vlag van België         | Dennis Praet        | RSC Anderlecht                    | 14   |
| 15. | Vlag van Nigeria        | Moses Simon         | AA Gent                           | 13   |
| "   | Vlag van Nederland      | Ruud Vormer         | Club Brugge                       | 13   |
| 17. | Vlag van Italië         | Stefano Okaka       | Sampdoria / RSC Anderlecht        | 12   |
| 18. | Vlag van Ivoorkust      | Gohi Bi Cyriac      | RSC Anderlecht / KV Oostende      | 9    |
| 19. | Vlag van Ghana          | Nana Asare          | AA Gent                           | 8    |
| 20. | Vlag van Congo-Kinshasa | Chancel Mbemba      | RSC Anderlecht / Newcastle United | 7    |
| "   | Vlag van België         | Steven Defour       | RSC Anderlecht                    | 7    |

1954 · 
1955 · 
1956 · 
1957 · 
1958 · 
1959 · 
1960 · 
1961 · 
1962 · 
1963 · 
1964 · 
1965 · 
1966 · 
1967 · 
1968 · 
1969 · 
1970 · 
1971 · 
1972 · 
1973 · 
1974 · 
1975 · 
1976 · 
1977 · 
1978 · 
1979 · 
1980 · 
1981 · 
1982 · 
1983 · 
1984 · 
1985 · 
1986 · 
1987 · 
1988 · 
1989 · 
1990 · 
1991 · 
1992 · 
1993 · 
1994 · 
1995 · 
1996 · 
1997 · 
1998 · 
1999 · 
2000 · 
2001 · 
2002 · 
2003 · 
2004 · 
2005 · 
2006 · 
2007 · 
2008 · 
2009 · 
2010 · 
2011 · 
2012 · 
2013 · 
2014 · 
2015 · 
2016 · 
2017 ·
2018 ·
2019 ·
2020 ·
2022 ·
2023 ·
2024